# Сезона мира у Паризу
 Сезона мира у Паризу  (фр. Une saison de paix a Paris) је југословенски филм из 1981. године који је написао и режирао Предраг Голубовић.
Југословенска кинотека у сарадњи са А1 и Центар филмом је дигитално обновила филм. Премијера је одржана 19. септембра 2021 године.

## Радња
У Паризу, који није ништа изгубио од своје некадашње поетичности, али је на један други начин доживео промену, заљубљени пар, млади Југословен и Францускиња, живе своје наде и стрепње у амбијенту аутентичних догађаја нашег времена и времена за које се верује да је прошлост, а које је све чешће препознатљиво у својеврсним сценама савремености...

## Улоге
| Глумац             | Улога                |
| ------------------ | -------------------- |
| Драган Николић     | Драган               |
| Марија Шнајдер     | Елен                 |
| Ален Нури          | Микеланђело          |
| Предраг Манојловић | Јошко                |
| Ерланд Џозефсон    |                      |
| Алида Вали         |                      |
| Данијел Гелин      |                      |
| Паскал Петит       |                      |
| Божидарка Еспосито |                      |
| Предраг Милинковић | Полицајац у биоскопу |

## Културно добро
Југословенска кинотека је, у складу са својим овлашћењима на основу Закона о културним добрима, 28. децембра 2016. године прогласила сто српских играних филмова (1911-1999) за културно добро од великог значаја. На тој листи се налази и филм "Сезона мира у Паризу".